# حضور مطلق
حضور مطلق (به انگلیسی: Omnipresence) به معنی حضور در آن واحد در هر مکان و زمان، چه گذشته چه حال و چه آینده و بینایی و آگاه بودن بر همه چیز و همه‌کس است. اصطلاح حضور مطلق بیشتر در متون دینی و به‌عنوان صفتی برای الوهیت یا خداوند استفاده شده‌است.
حضور مطلق خداوند از سوی سیستم‌های مذهبی مختلف، به طرایق متفاوتی متصور شده‌ است. در باورهای یکتاپرستی مانند مسیحیت، یهودیت و اسلام، خدا و جهان از یکدیگر جدا هستند. اما خدا در همه‌جا حضور دارد. در باورهای همه‌خدایی، خدا و جهان یکی هستند. در باورهای خدافراگیردانی، خدا جهان را فرا گرفته‌است، اما در فراتر از آن در زمان و فضا گسترش یافته‌است.